# Last (psykologi)
Last, även börda eller förkastlig vana, är ett äldre begrepp inom psykologi, filosofi och religion[källa behövs] för en klandervärd vana som anses inverka negativt på den som ägnar sig åt detta och ibland även den personens omgivning. Ordet används men är ingen etablerad term eller diagnos.
Begreppet last är ofta synonymt med ett beroende av något slag, till exempel alkohol eller tobak. Ofta används det om beteenden som anses moraliskt förkastliga eller som religiöst anses som synd, exempelvis sexuell lösaktighet eller konsumtion av pornografi, men laster behöver inte ha karaktären av sökande efter njutning. Överdriven oro, till exempel i form av hypokondri eller tilltro till skrock/vidskepelse kan vara laster. I många fall är gränsen flytande mellan laster och fobier/manier.